# Distrito de Anse Royale
El distrito de Anse Royale se ubica al sudeste de la isla Mahé, la isla principal de Seychelles. El distrito Anse Royale es poseedor de seis kilómetros cuadrados , y según un censo hecho en el año 2002 tiene casi 3700 pobladores. Su economía y clima es similar a la del distrito Anse aux Pins.